# Atolón Baa
Atolón Baa o Maalhosmadulu Sur es un atolón en las Maldivas. Ubicado en el oeste de la serie de atolones de las Maldivas, consiste en 75 islas en las cuales 13 están habitadas con una población mayor a 11,000 personas repartidas en un área de 1.200 km²; se encuentra entre las latitudes 5° 23' N y 4° 49' N. Las restantes 57 islas están inhabitadas, más seis islas que están siendo diseñadas para fines turísticos.
La administración de atolón consiste en dos atolones separados naturalmente, llamados atolón Maalhosmadulu sur y atolón Goidhoo (también llamado atolón Horsburgh). El atolón Maalhosmadulu sur tiene 42 km de largo con 32 km de ancho y tiene 10 islas habitadas.
El atolón Baa es también considerado como un ejemplo de una rica biodiversidad hallada en las maldivas, incluyendo extensos manglares y una diversidad única, como una fauna béntica entre los que destacan los raros corales hidrozoos rosas, briozoos y babosas de mar. Además, la forma anillada de los arrecifes es conocida como faroes, en el atolón Baa tiene un arrecife con una estructura única en las Maldivas. Además, el atolón Baa alberga concentraciones muy significativas de tiburones ballena y mantas raya. 
La deshabitada isla ubicada en el extremo sur llamada Olhugiri en el atolón Baa, está a 13 km del atolón Goidhoo. Olhugiri es bien conocida por su singular vegetación natural y por tener dos de los únicos lugares de alojamiento del Ave Fragata Grande en las Maldivas. Asimismo, otros tipos de especies como las tortugas marinas y Las tortugas de Carey pueden ser halladas.
El ministerio de la industria pesquera de las Maldivas ha prohibido la captura de tortugas o tomar los huevos de Olhugiri, el cual se extiende a otras 11 islas.

## Reserva Mundial de la Biosfera
Consciente de la rica biodiversidad del atolón Baa, el gobierno de Maldivas creó en 2004 el Proyecto de Conservación del Ecosistema del Atolón (AEC Project, en inglés), que contaba con el apoyo del Programa de las Naciones Unidas para el Desarrollo (PNUD) y del Fondo para el Medio Ambiente Mundial (GEF). La idea de dicho programa era el propósito diseñar un sistema de gestión eficaz para la conservación de los ecosistemas y del desarrollo sostenible en el atoló Baa, y poder luego replicarlo en el resto de las Maldivas.
El atolón Baa fue seleccionado como el atolón clave para demostrar la viabilidad de este proyecto gracias precisamente a su biodiversidad y por el compromiso de las comunidades locales y el sector privado en fomentar un desarrollo sostenible. Los trabajos para poder declarar el atolón Baa como Reserva Mundial de la Biosfera de la UNESCO comenzaron con una serie de talleres y reuniones. Las comunidades locales fueron consultadas, y más del 95% estuvieron a favor de que Baa postulara a Reserva Mundial de la UNESCO. Fue nominado por el Gobierno de Maldivas el 28 de septiembre de 2010 y finalmente declarado como Reserva de la Biosfera de la UNESCO el 28 de junio de 2011.